# Société internationale des aquafortistes
La Société internationale des aquafortistes est une association fondée par Félicien Rops à Bruxelles le 4 décembre 1869.

## Histoire
Félicien Rops était dessinateur et illustrateur avant de découvrir l'art de la gravure. C'est l’arrivée de l’éditeur Auguste Poulet-Malassis et de Baudelaire à Bruxelles qui jouera un rôle primordial dans l’orientation de Rops. Par l'entremise de Poulet-Malassis, Rops rencontre en 1864 Félix Bracquemond ainsi que de nombreux graveurs expérimentés à Paris et devient un aquafortiste compétent et l’illustrateur attitré des ouvrages édités par Poulet-Malassis. L’univers de Baudelaire, qui lui transmet ses conceptions en matière d’eaux-fortes, le marque profondément.
Rops découvre alors les activités de la Société des aquafortistes fondée à Paris en juin 1862 par Alfred Cadart, et en devient membre en 1865, rejoint par d'autres artistes belges comme Eugène Smits et Alfred Verwée.
Félicien Rops réunit ses amis les plus motivés de la Société libre des beaux-arts et fonde la Société internationale des aquafortistes le 4 décembre 1869. Rops en est le président, Théodore Hippert, un juriste passionné d’eaux-fortes, est le secrétaire et Camille Van Camp, le trésorier. Les autres membres fondateurs sont Louis Artan de Saint-Martin, Eugène Smits, le baron Jules Goethals, Guillaume Vanderhecht et les barons de Beeckman et de Snoy. La présidente d’honneur est la comtesse de Flandre. François Nys devient l'imprimeur de la Société et la maison Félix Mommen, qui vend des fournitures pour artistes à Bruxelles, leur offre un local.
La presse et le matériel de graveur de Rops étant installés au château de Thozée à Mettet, c’est de là qu’il mène à bien son projet. Il y donne de nombreuses leçons de gravure et se livra à d’intenses recherches sur les techniques de gravure avant de s'installer à Paris dans les années 1874-1875. Pendant cette période de préparation et de formation, la société ne publie rien mais il se produit un véritable renouveau de l’eau-forte en Belgique.
En 1874, la Société internationale des aquafortistes élit un nouveau comité qui s’emploie à concrétiser les objectifs de la société, publier un album mensuel comprenant cinq à huit eaux-fortes originales et organiser des expositions. Les publications d’eaux-fortes sont éditées à partir de 1875 sous la direction de Rops et une première exposition ouvre ses portes l’année suivante. L'Album des aquafortistes comprenant un cahier technique était produit par l'imprimeur Callewaert puis Nys, et s'arrêta  fin 1877.
La Société internationale des aquafortistes organise à Bruxelles en septembre 1876 une exposition d’eaux-fortes de dimension internationale qui réunit près de 500 œuvres d’artistes belges et étrangers montrant le meilleur des différentes écoles européennes. Malheureusement, l'exposition ne gagna pas l’enthousiasme du public et s’avéra être un désastre financier qui précipite la fin de la Société en 1878. 
Les répercussions peuvent se mesurer ainsi : les années 1880 furent marquées par la création de deux nouvelles sociétés d'aquafortistes, toutes deux sous le patronage de la comtesse de Flandre, à savoir l'Association des aquafortistes anversois en 1880, puis la Société des aquafortistes belges fondée à Bruxelles en 1886. Enfin, le groupe des XX fondé en 1883 sous l'impulsion d'Octave Maus, fait une grande place à l'estampe lors des diverses exposition où la présence de l'eau-forte n'est pas négligeable.